# Nasutuceratops
Nasutuceratops là một chi khủng long, được E. K. Lund mô tả khoa học năm 2010.